# Spokane Valley (Washington)
Spokane Valley es una ciudad ubicada en el condado de Spokane en el estado estadounidense de Washington. 

## Geografía
Spokane Valley se encuentra ubicada en las coordenadas 47°40′24″N 117°14′22″O / 47.67333, -117.23944.